# 牟子
牟 子（ぼう し、生没年不詳）は、中国後漢末期の仏教学者。名は伝わっておらず、後世の書では牟子博、あるいは牟融とする。交州蒼梧郡の人。

## 略歴
『牟子理惑論』の序文に牟子の略歴が記されている。
牟子は経書伝記の諸々を修め、書は大小と拘らず、兵法が好みではなくとも読み、神仙の不死の書を読むも虚偽と信じなかった。この時、霊帝が崩御し（189年）天下争乱の世で、ただ交州のみ安全で北方より多くの者が避難してきた。当時は、神仙による穀断ちや長寿の術が多くあり、これを学ぶ者も多かった。牟子は常に五経を根拠にこれらを論難し、道教の術師らはあえて立ち向かわなかった。また孟子、楊朱、墨子らを比較した。これより先、牟子は母を連れて交趾郡に避難しており、26歳の時に故郷の蒼梧郡で妻を娶っていた。蒼梧太守（史璜か）は彼が学識のあるのを聞くと、役人に採り立てようとしたが、当時の牟子は意気盛んで学問の研究を志しており、また世の乱れを見てとって仕官は断った。
この時代、諸州郡は互いに疑って、連絡も制限されていた。太守は牟子が博学多識であることから荊州へ表敬訪問する使者に立てようとした。牟子は「栄達は譲れるが、使命は断りがたい」として旅装を整え出発しようとした。しかし、たまたま交州牧（朱符か）から文学に優れた人物の辟召があったため、病気と称して断った。また交州牧の弟は豫章太守（朱皓か）であったが、笮融に殺害されたため、騎都尉の劉彦に将兵を付けて派遣しようとした。しかし、他郡で誤解され、進めないことを案じ、文武を備え臨機応変の才を持つ牟子に、零陵郡、桂陽郡への通行許可を取り付けることを依頼した。牟子は「貴方さまから長年御恩を賜りました。烈士は身を忘れ、名を馳せるものであります」と出発しようとしたが、たまたま母が亡くなったため、行くことが出来なくなった。
それから久しく考えてみると、「私は弁舌が達者であるばかりにたやすく使命を受けるが、今は世が乱れており、己の名をあげる時ではない」と思い至った。そこで「老子は、聖賢を捨て、肉体を修めて真理を守っている。万物は自分の思い道理にならず、世は幸せをつかむことは難しい。天子の臣下にもならず、諸侯の友にもならず、ゆえに高貴である」と嘆じた。その後、仏教や『老子』五千文を熱心に研究した。世俗の民衆には、五経から外れた物であると同意しない者も多い。私は、反論したいが叶わず、黙することも出来ないので、ついに文章によって聖賢の言を引用し、誤解を解きたく思う。名付けて『牟子理惑』という。

## 『牟子理惑論』
牟子の著した『理惑論』は、当時の中華圏において外来思想である仏教を、民衆になじみのある儒教や道教などを例に取り上げ、37編の問答形式で解説した仏教論書である。また、中国における仏教伝来の由来である後漢の明帝の説話（夢に神人があらわれ仏を知る）について、歴史上でも最初期に詳しく収録した書物として重要視される。また呉の支謙訳の『太子瑞應本起経』と内容の多くの部分が一致し、深い関係性をうかがわせる。『理惑論』の成立年代には諸説あり、「後漢末成立説」「晋宋以後成立説」「折衷説」と三種があり、それぞれもっともらしいが決定を見ない。